# Olympische Jugend-Sommerspiele 2014/Teilnehmer (Marshallinseln)
| Gelbes Symbol für Goldmedaillen mit stilisierten Olympischen Ringen | Graues Symbol für Silbermedaillen mit stilisierten Olympischen Ringen | Braundes Symbol für Bronzemedaillen mit stilisierten Olympischen Ringen |
| ------------------------------------------------------------------- | --------------------------------------------------------------------- | ----------------------------------------------------------------------- |
| —                                                                   | —                                                                     | —                                                                       |

Die Jugend-Olympiamannschaft der Marshallinseln für die II. Olympischen Jugend-Sommerspiele vom 16. bis 28. August 2014 in Nanjing (Volksrepublik China) bestand aus vier Athleten. Sie konnten keine Medaille gewinnen.

## Athleten nach Sportarten

### Leichtathletik
Mädchen
- Eve Burns
400 m: DNF (Vorrunde)

### Ringen
| Mädchen - Ilania Keju Freistil bis 70 kg: 6. Platz | Jungen - Kaiser Muller Griechisch-römisch bis 50 kg: 8. Platz |

### Schwimmen
Jungen
- Troy Kojenlang
50 m Freistil: 42. Platz (Vorrunde)
100 m Brust: 36. Platz (Vorrunde)